# Myrbråten
Myrbråten är ett naturreservat i Årjängs kommun i Värmlands län.
Området är naturskyddat sedan 2013 och är 7 hektar stort. Reservatet omfattar höjder öster om norra utlöparen av   Torpetjärnet. Reservatet består av tidigare åker och ängsmark som nu rymmer lövskog med inslag av gran. 